# Gmina Tabivere
Gmina Tabivere (est. Tabivere vald) – gmina wiejska w Estonii, w prowincji Jõgeva.
W skład gminy wchodzą:
- Alevik: Tabivere.
- 24 wsi: Elistvere, Juula, Kaiavere, Kaitsemõisa, Kassema, Koogi, Kõduküla, Kõnnujõe, Kõrenduse, Kärksi, Lilu, Maarja-Magdaleena, Otslava, Pataste, Raigastvere, Reinu, Sepa, Sortsi, Tormi, Uhmardu, Vahi, Valgma, Voldi, Õvanurme.